# Багіров Олександр Борисович
 Олександр Борисович Багіров  (18 травня 1974 року в Москве) — російський виконавець, ударник та соліст-концертмейстер.
У 1998 році закінчив Російську академію музики імені Гнесіних.
Посів перше місце на V Всеросійському конкурсі виконавців на ударних інструментах у місті Астрахань в1995 році.
З 2003 року працює в Державному академічному симфонічному оркестрі Росії імені Є. Ф. Свєтланова.
Удостоєний звання Заслужений артист Російської Федерації.